# 당신을 알고 나서
당신을 알고 나서는 1970년 공개된 대한민국의 영화이다.

## 배역
- 신성일
- 문희
- 황정순
- 전양자